# Ardea occidentalis
Ardea occidentalis är en fågelart i familjen hägrar inom ordningen pelikanfåglar.

## Utbredning och systematik
Fågeln förekommer i södra Florida i USA samt i Västindien. Den betraktas oftast som underart till amerikansk gråhäger (Ardea herodias), men urskiljs som egen art av BirdLife International och IUCN.

## Status
Den kategoriseras av IUCN som starkt hotad.